# Desaparición de Bobby Dunbar

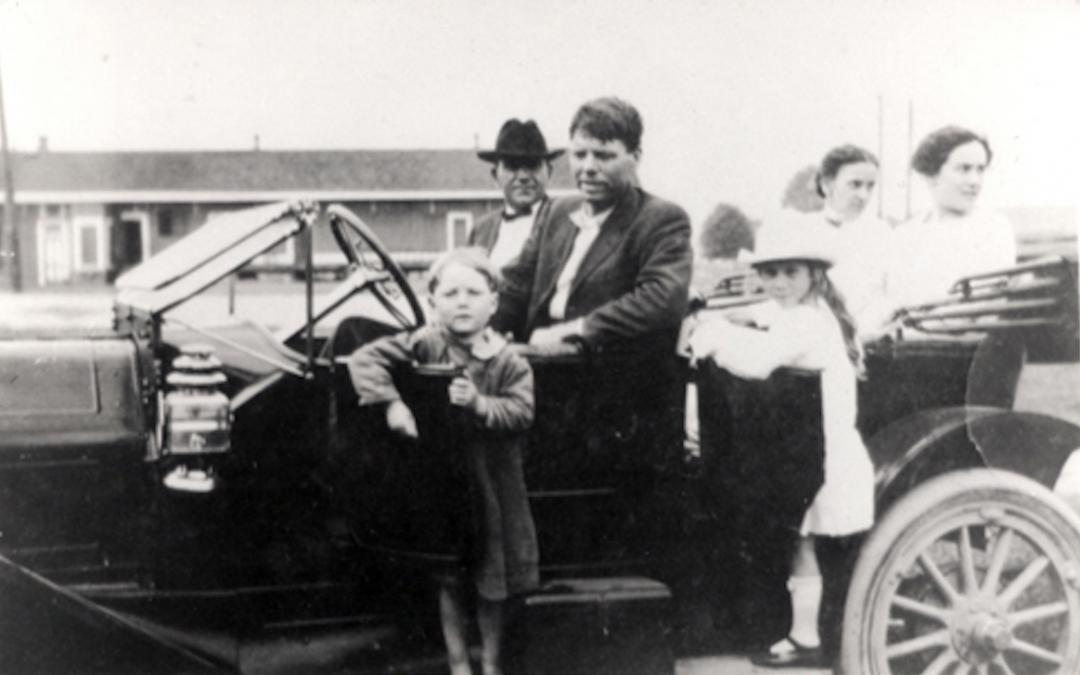
El niño que se crio como Bobby Dunbar parado frente al auto familiar.

Bobby Dunbar fue un niño estadounidense cuya desaparición a la edad de cuatro años y aparente regreso fue ampliamente difundida en los periódicos de todo el país en 1912 y 1913. Tras una búsqueda de ocho meses por todo el país, los investigadores creyeron haber encontrado al niño en Misisipi, en manos de William Cantwell Walters de Barnesville, Carolina del Norte. Los padres de Dunbar reclamaron al niño como su hijo desaparecido. Sin embargo, tanto Walters como una mujer llamada Julia Anderson insistieron en que el niño que estaba con él era el hijo de Anderson. Julia Anderson no podía permitirse un abogado, y el tribunal finalmente falló a favor de los Dunbar. Percy y Lessie Dunbar retuvieron la custodia del niño, quien vivió el resto de su vida como Bobby Dunbar.
En 2004, el análisis de ADN estableció, en retrospectiva, que el niño encontrado con Walters y "devuelto" a los Dunbar, no era pariente consanguíneo de la familia Dunbar. Esto sugiere que el niño era, de hecho, Bruce Anderson y los padres de Dunbar lo identificaron erróneamente.

## Desaparición
Robert Clarence "Bobby" Dunbar fue el primer hijo nacido de Lessie y Percy Dunbar de Opelousas, Luisiana. Nació en abril de 1908. En agosto de 1912, los Dunbar hicieron un viaje de pesca al cercano lago Swayze en la parroquia de St. Landry, Luisiana. El 23 de agosto, durante ese viaje, Bobby desapareció.
Después de una búsqueda de ocho meses, las autoridades localizaron a William Cantwell Walters, quién trabajaba como encargado de mantenimiento itinerante, especializado en el afinado y reparación de pianos y órganos. Walters había estado viajando por Misisipi con un niño que parecía coincidir con la descripción de Bobby Dunbar. Walters afirmó que el chico era en realidad Charles Bruce Anderson, generalmente conocido como Bruce, el hijo de una mujer que trabajaba para su familia. Dijo que la madre del chico se llamaba Julia Anderson, y que ella le había concedido la custodia voluntariamente. Julia Anderson confirmaría esto más tarde. Sin embargo, Walters fue arrestado y las autoridades enviaron a los Dunbar a Misisipi para intentar identificar al niño.
Las noticias de los periódicos difieren en cuanto a la reacción inicial del chico ante Lessie Dunbar. Mientras que un relato (casi seguro que ficticio) indicaba que el niño gritó inmediatamente "Madre" al verla y los dos se abrazaron después, otro periódico sólo decía que el chico lloró y que Lessie Dunbar decía que no estaba segura de que fuera su hijo. Otros periódicos citan al matrimonio Dunbar como dudosos en cuanto a la identidad del niño. Hubo contradicciones similares en los relatos de los periódicos sobre el primer encuentro del niño con el hijo menor de los Dunbar, Alonzo, con un periódico que afirmaba (una vez más, muy probablemente de manera ficticia) que el pequeño reconoció a Alonzo al instante, lo llamó por su nombre y lo besó, y otro periódico que decía que el niño no daba señales de reconocer a Alonzo. Al día siguiente, después de bañarlo, Lessie Dunbar dijo que identificó positivamente sus lunares y cicatrices y que en ese momento ya estuvo segura de que era su hijo. El chico volvió a Opelousas con los Dunbar en un desfile, con mucha fanfarria celebrando el "regreso a casa".
Poco después, Julia Anderson de Carolina del Norte llegó para apoyar la afirmación de Walters de que el niño era, de hecho, su hijo, Bruce. Anderson era soltera y trabajaba en las faenas del campo para la familia de Walters. Dijo que había permitido que Walters se llevara a su hijo sólo para lo que se suponía que era un viaje de dos días para visitar a uno de los parientes de Walters. Afirmó además que no había consentido que Walters se llevara a su hijo por más de unos pocos días.
De acuerdo con los informes de los periódicos, a Anderson se le presentaron cinco niños diferentes que tenían la misma edad aproximada que su hijo, incluyendo el niño reclamado por los Dunbar. Cuando el chico en cuestión fue presentado, supuestamente no dio ninguna indicación de que la reconociera y finalmente la señora Anderson declaró que no estaba segura de que fuese su hijo.
Al ver al niño de nuevo al día siguiente, cuando se le permitió desvestirlo, indicó con mayor certeza que el niño era en realidad su hijo Bruce. Sin embargo, ya se había corrido la voz de que no lo había identificado positivamente en el primer intento. Esto, combinado con el hecho de que los periódicos cuestionaron su carácter moral por haber tenido tres hijos (los otros dos fallecidos en ese momento) fuera del matrimonio, llevó a que las reclamaciones de Anderson fueran desestimadas.
Sin dinero para sostener una larga batalla judicial, Anderson regresó a su casa en Carolina del Norte. Más tarde regresó a Luisiana para el juicio por secuestro de Walters para atestiguar su inocencia y presionar para que el tribunal determinara que el niño era su hijo. En el juicio, conoció a los residentes de la ciudad de Poplarville, Misisipi, muchos de los cuales también habían venido a proclamar la inocencia de Walters. William Walters y el niño habían pasado bastante tiempo en Poplarville durante sus viajes y la comunidad de allí los había llegado a conocer bien, y varios de ellos afirmaron que habían visto a Walters con el pequeño antes de la desaparición de Bobby Dunbar. A pesar de su testimonio, el tribunal llegó a la conclusión de que el muchacho era en realidad Bobby Dunbar. Walters fue condenado por secuestro, mientras que el niño permaneció bajo la custodia de la familia Dunbar y vivió el resto de su vida como Bobby Dunbar.

## Después del juicio
Después del juicio, la gente de Poplarville acogió a la señora Anderson y ella comenzó una nueva vida allí, finalmente se casó y tuvo siete hijos. Según sus descendientes, se convirtió en una cristiana devota, ayudó a fundar una iglesia y sirvió como enfermera y partera de la pequeña comunidad. Aunque sus hijos indicaron que su vida fue feliz después de establecerse en Poplarville, dijeron que, sin embargo, hablaba a menudo de su hijo perdido y que su familia siempre lo consideró secuestrado por los Dunbar. Murió el 1 de febrero de 1940 y fue enterrada en el cementerio del pueblo.
En 2008, uno de los hijos de Anderson, Hollis, contó la historia en el programa This American Life en la que decía que en 1944 Bobby Dunbar/Bruce Anderson lo visitó en su lugar de trabajo, donde conversaron. La hermana de Hollis, Jules, ha contado una experiencia similar en la que un hombre, que ella cree que fue Dunbar, llegó a la estación de servicio donde ella trabajaba y habló con ella durante largo tiempo. La familia Dunbar también tiene una historia similar, contada por el hijo de Bobby Dunbar, Gerald. La familia regresaba a casa de un viaje y pasó por Poplarville cuando Bobby Dunbar dijo: "Esa es la gente de las que vinieron a recogerme" y tuvo un breve encuentro con la familia Anderson.
Después de que Walters cumpliera dos años de su condena por secuestro, su abogado logró apelar la condena y se le concedió a Walters el derecho a un nuevo juicio. Citando los excesivos costes del primer juicio, los fiscales de Opelousas se negaron a juzgarlo de nuevo y en su lugar lo liberaron. Después de su liberación, Walters reanudó un estilo de vida itinerante. Murió el 7 de abril de 1945 y fue enterrado en Pueblo, Colorado, junto a su esposa. Los nietos del hermano de Walters dijeron que durante su infancia solían visitar a su tío abuelo unas cuantas veces al año y que durante estas visitas, Walters siempre mantuvo su inocencia respecto al cargo de secuestro.
El chico que se crio como Bobby Dunbar se casó, tuvo cuatro hijos y murió en 1966.

## Investigación posterior
Años después de la muerte de Bobby Dunbar, una de sus nietas, Margaret Dunbar Cutright, comenzó su propia investigación de los hechos, analizando los relatos de los periódicos, entrevistando a los hijos de Julia Anderson y examinando las notas y las pruebas presentadas por el abogado defensor de Walters para su juicio por secuestro y su apelación. Aunque Cutright inicialmente esperaba probar que su abuelo era un Dunbar, su investigación la llevó a dudar de su creencia.
En 2004, después de que un reportero de Associated Press volviese a interesarse por la historia y preguntase a la familia, Bob Dunbar, Jr. consintió en someterse a pruebas de ADN para resolver el misterio. Los resultados mostraron que Dunbar, Jr. no estaba emparentado con su supuesto primo, el hijo de Alonzo Dunbar que debería ser el hermano menor de Bobby Dunbar, Sr. Dado que las pruebas de ADN son concluyentes, el destino del verdadero Bobby Dunbar sigue siendo desconocido.

## Documental radiofónico de 2008
En marzo de 2008, en el programa This American Life de Public Radio International se presentó The Ghost of Bobby Dunbar, un documental radiofónico sobre la investigación del caso por parte de Margaret Dunbar Cutright. Ella expresó su propia opinión de que el verdadero Bobby Dunbar muy probablemente se cayó en el lago Swayze durante el viaje de pesca y fue fatalmente atacado por un caimán. Reveló que los resultados de su investigación habían alegrado a la familia de Julia Anderson como reivindicación de sus reclamaciones, así como a la familia de William Walters como una exoneración de la acusación de secuestro en su contra. También dijo que sus hallazgos sin embargo habían sembrado la discordia en su propia familia, ya que la mayoría de los hijos y nietos de su abuelo se consideraban miembros de la familia Dunbar, apreciaban las relaciones familiares existentes y estaban resentidos con Cutright, tanto por haber profundizado en el asunto como por haber ayudado a que el tema volviera a estar en la atención pública.